# Messier 94
Messier 94 (M94 ili NGC 4736) je spiralna galaksija u zviježđu Lovački Psi. Otkrio ju je Pierre Méchain 1781. godine. Charles Messier ju galaksiju u katalog unio dva dana kasnije. 

## Svojstva
M94 se u nekim izvorima navodi kao prečkasta galaksija, "prečka" je više ovalna nego izdužena. Galaksija je poznata i po dvije prstenaste strukture u sebi. Udaljenost galaktike od nas je oko 16,0 ± 1,3 milijuna godina svjetlosti. Njen prividne dimenzije od 11,2' x 9,1' odgovaraju stvarnim dimenzijama od 52.000 x 43.000 svjetlosnih godina. 

### Središte M94
Jezgra M94 klasificirana je kao središnja regija niske ionizacije. Takve jezgre karakterizirane su optičkim spektrom koji otkriva ionizirani plin koji je zapravo samo slabo ioniziran (atomima nedostaje tek nekoliko elektrona). 
M94 ima u sebi dvije prstenaste strukture. Unutrašnja je promjera 70" (ili 5.400 svjetlosnih godina), a vanjska 600" (ili 46.500 svjetlosnih godina). Prstenovi su nastali na mjestima rezonancije u galaksiji. Unutarnji prsten je regija u kojoj se odvija ubrzano formiranje zvijezda. Materijal za stvaranje zvijezda dolazi od plinova koji su zbog dinamike galaktike uvučeni u prstenastu strukturu.

### Pseudoizbočenje
M94 nema stvarno središnje ispupčenje kao ostale spiralne galaksije. Umjesto središnjeg ispupčenja punog starih zvijezda, M94 ima središnju prstenastu strukturu punu mladih zvijezda. Kada se galaktika gleda s naličja ta struktura liči na ispupčenje koje u stvarnosti ne postoji.

### Grupa galaktika M94 (skup Lovački psi)
M94 je dominantna galaktika u grupi galaksija. Grupa se sastoji do 16 do 24 galaksije. Grupa je dio skupa galaksija Djevica tj. lokalne supergrupe. S M94 prividno povezan veliki broj galaktika ali samo nekoliko galaktika u neposrednoj blizini M94 su stvarno povezane s njom. Ostale galaktike se kroz prostor kreću zajedno sa širenjem Svemira.

## Amaterska promatranja
U 200mm-skom teleskopu M94 je veoma sjajna galaksija. Njeno središte je veoma sjajno i naglo prelazi u halo koji postupno gubi sjaj prema rubu. Galaksija izgleda kao kuglasti skup promatran u manjem teleskopu. Prividni sjaj galaktike je magnitude + 8,2.

## Vanjske poveznice
- Skica M94
- (engl.) SEDS: NGC 4736
- (engl.) Revidirani Novi opći katalog
- (engl.) Izvangalaktička baza podataka NASA-e i IPAC-a
- (engl.) Astronomska baza podataka SIMBAD
- (engl.) VizieR